# Austrogynacantha heterogena
Austrogynacantha heterogena là loài chuồn chuồn trong họ Aeshnidae. Loài này được Tillyard mô tả khoa học đầu tiên năm 1908.

## Hình ảnh

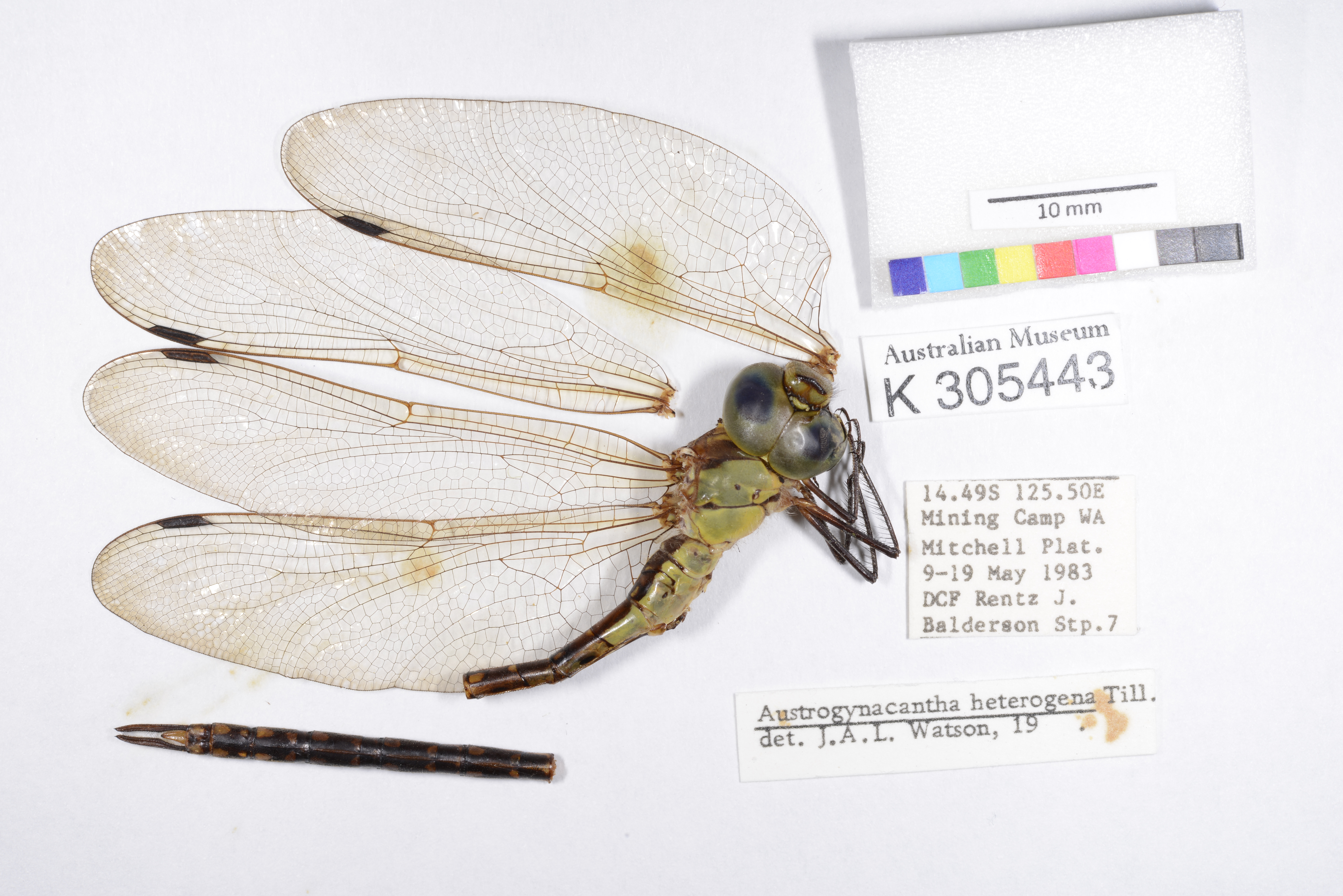